# Jagdschloss Georgenthal

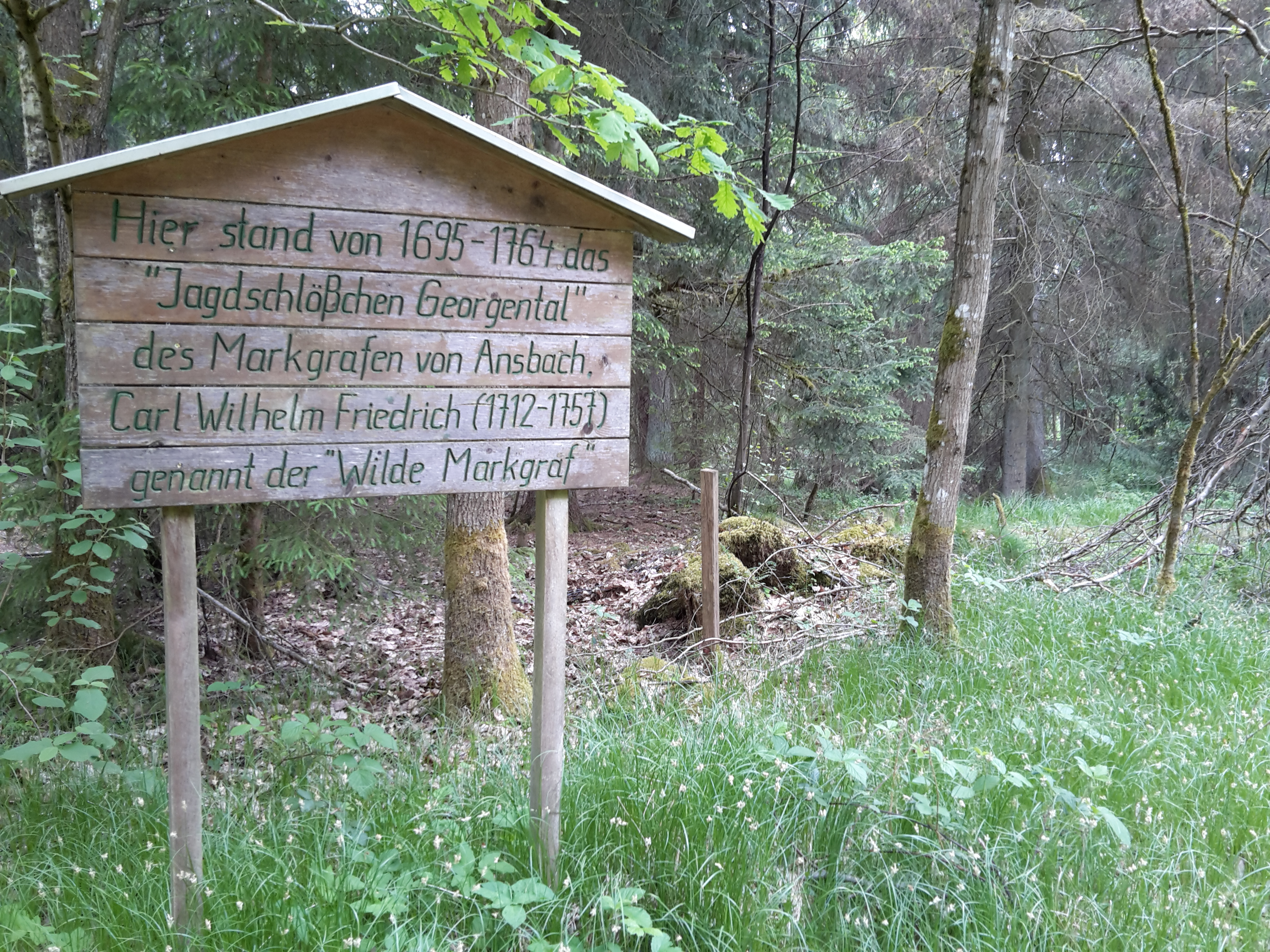
Jagdschloss Georgenthal

Das Jagdschloss Georgenthal ist ein abgegangenes Schloss bei Lindenbühl, einem Gemeindeteil der Gemeinde Haundorf im mittelfränkischen Landkreis Weißenburg-Gunzenhausen. Das Gebäude ist unter der Denkmalnummer D-5-77-138-10 als Baudenkmal in die Bayerische Denkmalliste eingetragen. Zugleich sind die Reste des Bauwerks als Bodendenkmal (Nummer D-5-6830-0089) eingetragen. Das Jagdschloss ist nur als Bodendenkmal im Bayerischen Denkmal-Atlas kartiert.
Das Jagdschloss lag im äußersten Nordwesten des heutigen Landkreises Weißenburg-Gunzenhausen am vom Mönchberggraben durchflossenen Georgenthalweiher unweit der Pechhüttenquellen, abgelegen im Spalter Hügelland im heutigen Fränkischen Seenland inmitten des Haundorfer Waldes unweit der Lindenbühler Rangen und des Mönchsbergs auf einer Höhe von 454 m ü. NHN. Südwestlich liegt Lindenbühl, südöstlich Leidingendorf, nordöstlich Oberhöhberg.
Das Jagdschloss wurde 1695 durch den Ansbacher Markgrafen Georg Friedrich II. den Jüngeren errichtet und 1738 durch Karl Wilhelm Friedrich umgestaltet. Das Schloss diente von 1734 bis 1757 als Wohnort der Geliebten Karl Wilhelm Friedrichs, Elisabeth Wünsch. 1764 wurde das Schloss abgerissen und mit den Steinen ein Schweinestall errichtet. Hofkirche des Jagdschlosses war die St.-Wolfgangs-Kirche in Haundorf. Es sind heute vom Jagdschloss nur geringe Grundmauerreste sichtbar. Unweit davon befindet sich ein Sühnekreuz.